# Melkamter
Melkamter (що означає «крилата ящірка») — вимерлий рід птерозаврів з ранньоюрської формації Cañadón Asfalto в Аргентині. Рід містить один вид, M. pateko, відомий за частковим черепом і фрагментом посткранію. Мелкамтер є найстарішим відомим монофенестратановим птерозавром у літописі скам'янілостей.

## Відкриття та найменування

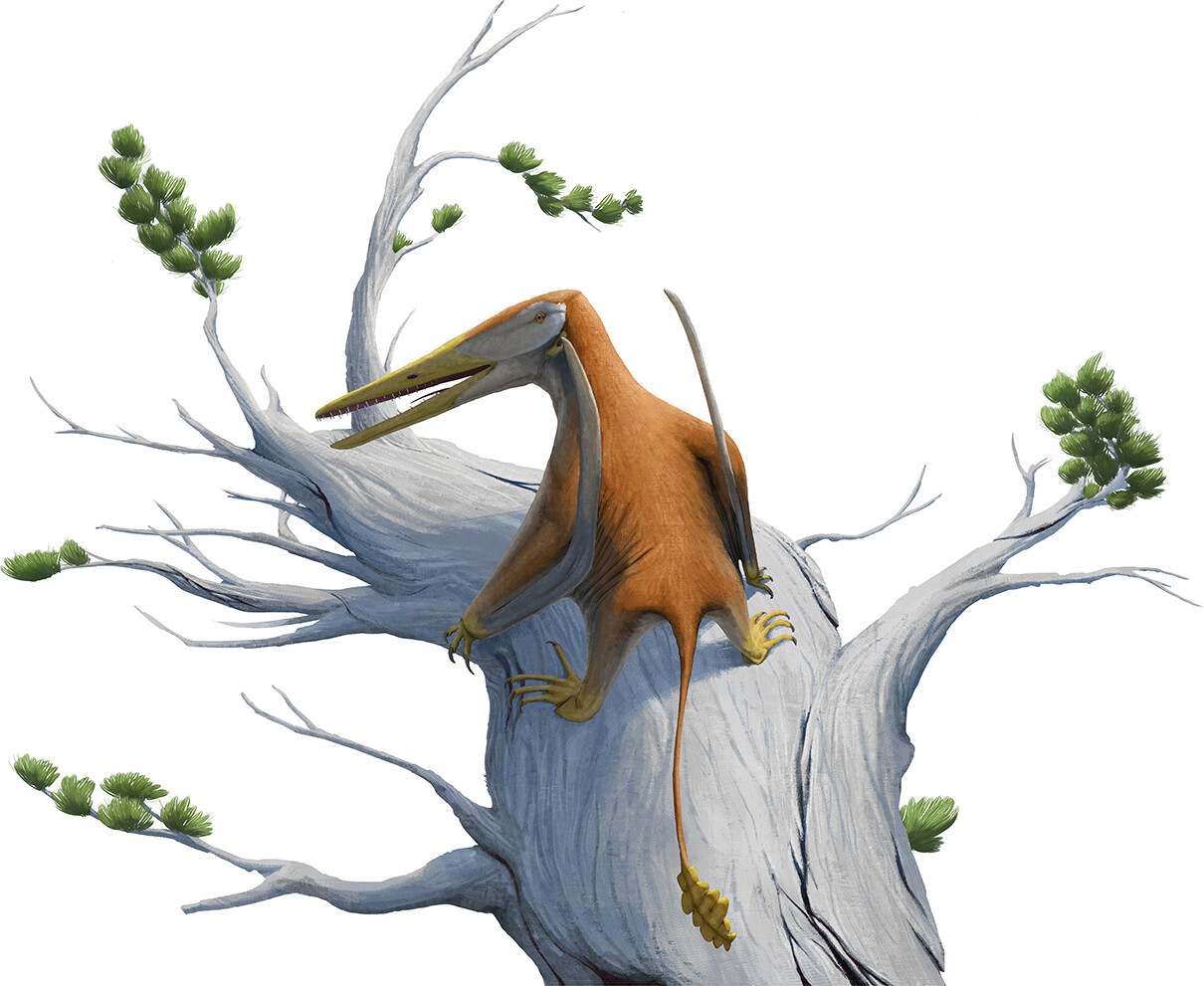
Художня реконструкція

Зразок голотипу Melkamter, MPEF-PV 11530, був виявлений у відкладеннях формації Cañadón Asfalto (місцевість Кесо Ралладо) поблизу села Серро Кондор провінції Чубут, Аргентина. Зразок складається з частини черепа, двох зубів, чотирьох дорсальних хребців, п’ясткової частини крила та інших неідентифікованих фрагментів кісток.
Про викопний матеріал вперше повідомили на науковій конференції в 2024 році до його офіційного опису.
У 2024 році Fernandes, Pol & Rauhut описали Melkamter pateko як новий рід і вид ранніх монофенестратанових птерозаврів на основі цих викопних останків. Родова назва, Melkamter, походить від слів Теуельче mel, що означає «крило» і kamter, що означає «велика ящірка», посилаючись на етимологію клади Pterosauria (грецькою мовою означає «крилата ящірка»). Видова назва, pateko, поєднує в собі слова pate від Теуельче, що означає «хрип», і ko, що означає «набір кісток», посилаючись на місцевість типу (Queso Rallado, що означає «тертий сир») і порушення збереження голотипу.
Мелкамтер є п'ятим птерозавром юрського періоду, названим у Південній Америці, після Herbstosaurus у 1975 році, Wenupteryx у 2013 році, однолітка Allkaruen у 2016 році та Tacuadactylus у 2021 році.

## Опис
Збережений череп Мелькамтера має довжину 131,3 міліметра.